# Euphorbia triphylla
Euphorbia triphylla är en törelväxtart som först beskrevs av Johann Friedrich Klotzsch och Christian August Friedrich Garcke, och fick sitt nu gällande namn av Robertus Cornelis Hilarius Maria Oudejans. Euphorbia triphylla ingår i släktet törlar, och familjen törelväxter. Inga underarter finns listade i Catalogue of Life.